# Kalsholtvej
Kalsholtvej er en ca. 700 meter blind villavej beliggende umiddelbart øst for Sejs-Svejbæk i Silkeborg Kommune. Med sine liebhaverejendomme der mod syd har direkte adgang til den vestlige del af Julsø og panoramaudsigt til Himmelbjerget, regnes Kalsholtvej som Danmarks dyreste villavej uden for hovedstadsområdet. Mod nord følges vejen med Skanderborg-Skjern-banen.

## Beboere
Blandt husejerne på Kalsholtvej har været fodboldspiller Ebbe Sand. I nummer 6 opførte han i 2006 en 404 kvadratmeter stor bolig på en 1,9 hektar stor grund. Sand solgte boligen i 2014 for 26,5 millioner kroner til direktør og Mascot-arving, Michael Grosbøl, hvilket på dette tidspunkt var det næststørste boligsalg i Danmark det år.
JYSK-arving Jacob Brunsborg med familie ejer to liebhaverejendomme på Kalsholtvej. I maj 2010 købte familien villaen i nummer 2 for 21 mio. kr. af erhvervsmand Hans Christian Esbensen. Den 535 kvadratmeter store villa med 11 værelser blev tegnet af arkitekt Anton Rosen i 1906 som en sommerbolig. Villaen “Arnsborg” i nummer 16B, der blev opført i 1938 af skibsreder Arne Schmiegelow som sommerbolig, blev erhvervet af familien Brunsborg i 2017 for 20,5 mio. kr. af bilhandler Knud Verner Jensen. Villaen skulle efterfølgende igennem en to til fem-årig renovering.
Ejendommen “Egedal” på Kalsholtvej 12 blev tegnet af arkitekt Anton Rosen, og opført mellem 1917 til 1919, og taget i brug som sommerbolig for konsul H. Chr. Petersen. I 1942 blev den bygget til og beboet af arkitekt Knud Axel Sørensen. Huset er opført i jugendstil, og kaldes blandt de lokale for “Smølfehuset”. I midten af april 2020 var den 300 m2 store ejendom og den 25.914 m2 store grund til salg for 25.500.000 kr.